# Warrige graskorstzwam
De warrige graskorstzwam (Laetisaria fuciformis) is een schimmel behorend tot de familie Corticiaceae. Het is een biotrofe parasiet die groeit op stengels en bladeren van grassen en grasachtigen in gazons en kortgrazige graslanden.

## Kenmerken
Basidia zijn 4-sporig, cilindrisch en meten 20-30 × 6-7 µm. De sporen zijn hyaliene, ellipsoïde-amandelvormig, inamyloïde en meten 9,5 × 6-6,5 µm.

## Verspreiding
In Nederland komt de warrige graskorstzwam matig algemeen voor.

## Foto's

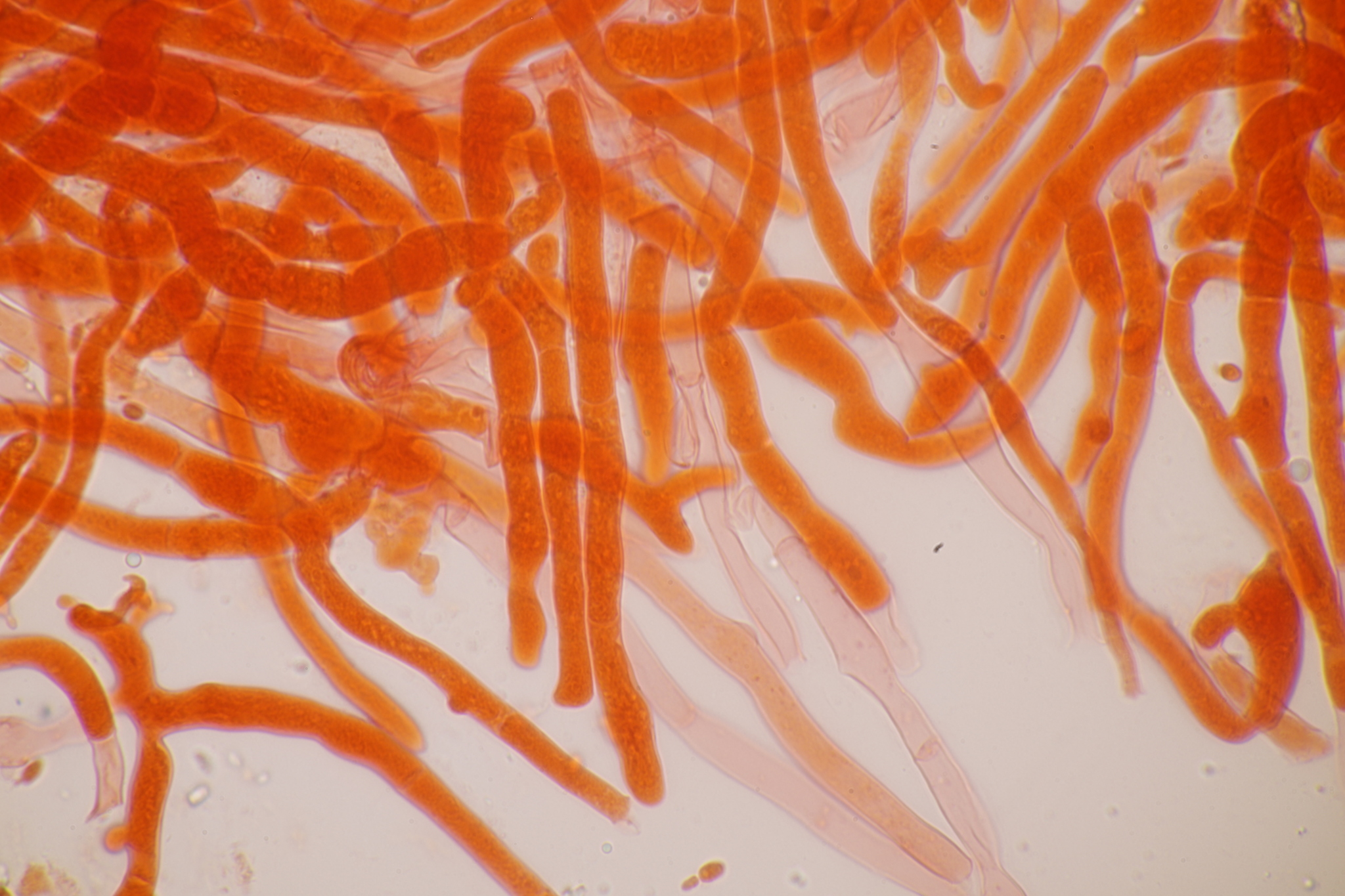
Parafysen